# Triaspis brucivora
Triaspis brucivora är en stekelart som först beskrevs av Camillo Rondani 1877.  Triaspis brucivora ingår i släktet Triaspis och familjen bracksteklar. Inga underarter finns listade i Catalogue of Life.